# 博瓦尔堡
博瓦尔堡（法語：Labastide-Beauvoir，法語發音：[labastid bovwaʁ]）是法国上加龙省的一个市镇，属于图卢兹区。

## 地理
博瓦尔堡（43°28'55"N, 1°39'56"E）面积10.2 平方千米，位于法国奧克西塔尼大區上加龙省，该省份为法国西南部内陆省份，西南端与西班牙接壤，自此顺时针与上比利牛斯省、热尔省、塔恩-加龙省、塔恩省、奥德省和阿列日省接壤。
与博瓦尔堡接壤的市镇（或旧市镇、城区）包括：塔拉贝勒、巴济耶日、富尔克沃、莫尔蒙、下穆尔维尔、普雷塞尔维尔、瓦雷讷。

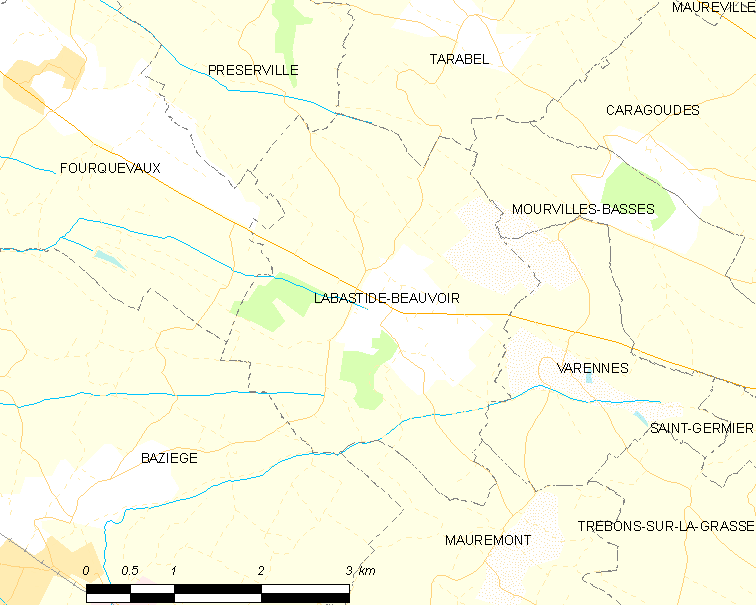
博瓦尔堡的OSM定位图

博瓦尔堡的时区为UTC+01:00、UTC+02:00（夏令时）。

## 行政
博瓦尔堡的邮政编码为31450，INSEE市镇编码为31249。

## 政治
博瓦尔堡所属的省级选区为埃斯卡尔康斯县。

## 人口

1962-2008年间博瓦尔堡人口变化图示

博瓦尔堡于2022年1月1日时的人口数量为1229人。